# Hammarkinds härad

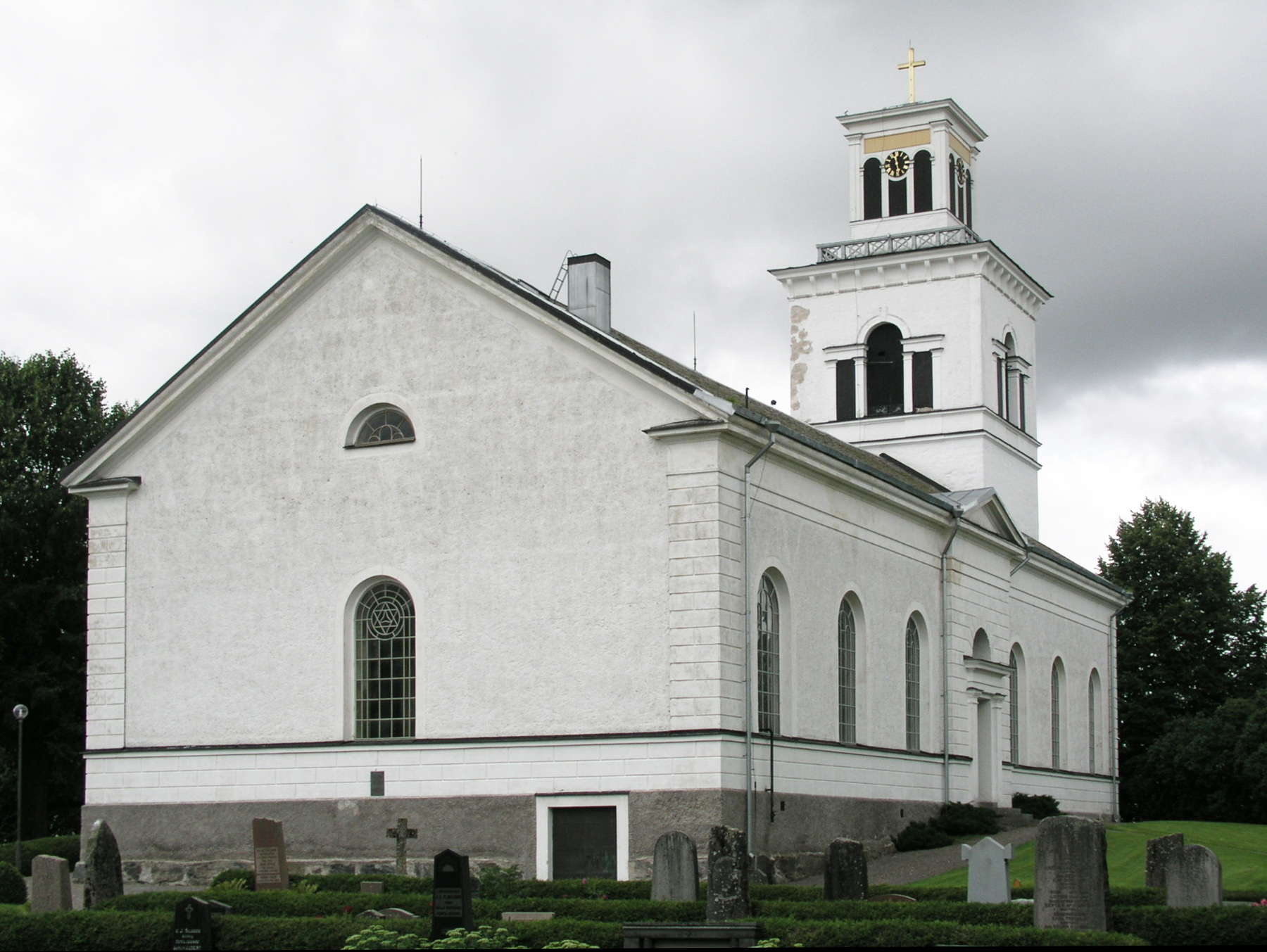
Mogata kyrka

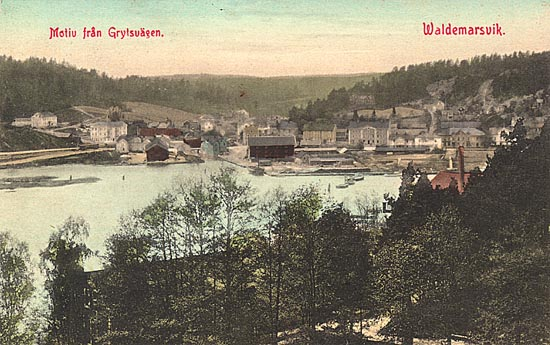
Utsikt över Valdemarsvik
Vykort från år 1913

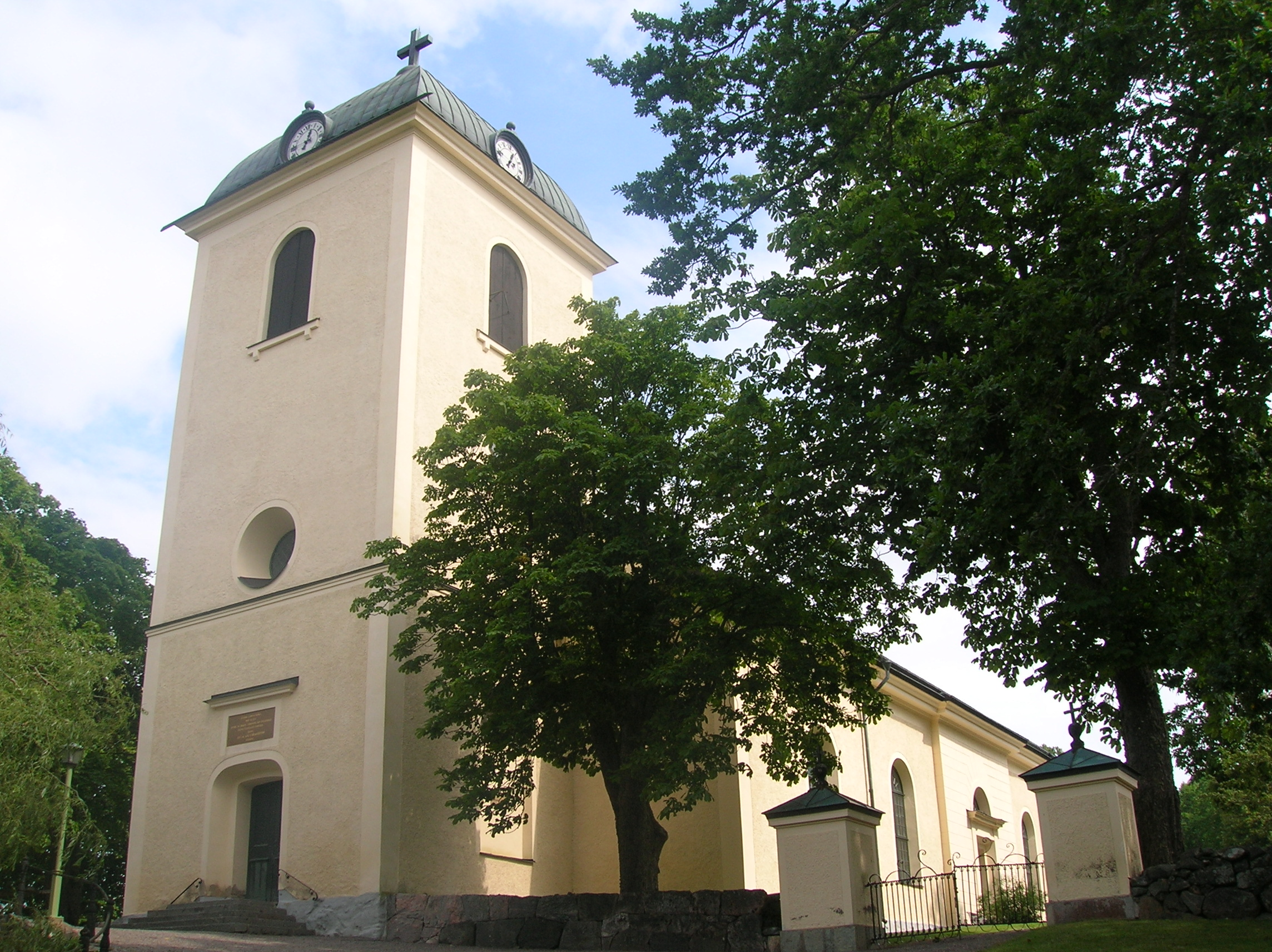
Sankt Anna kyrka

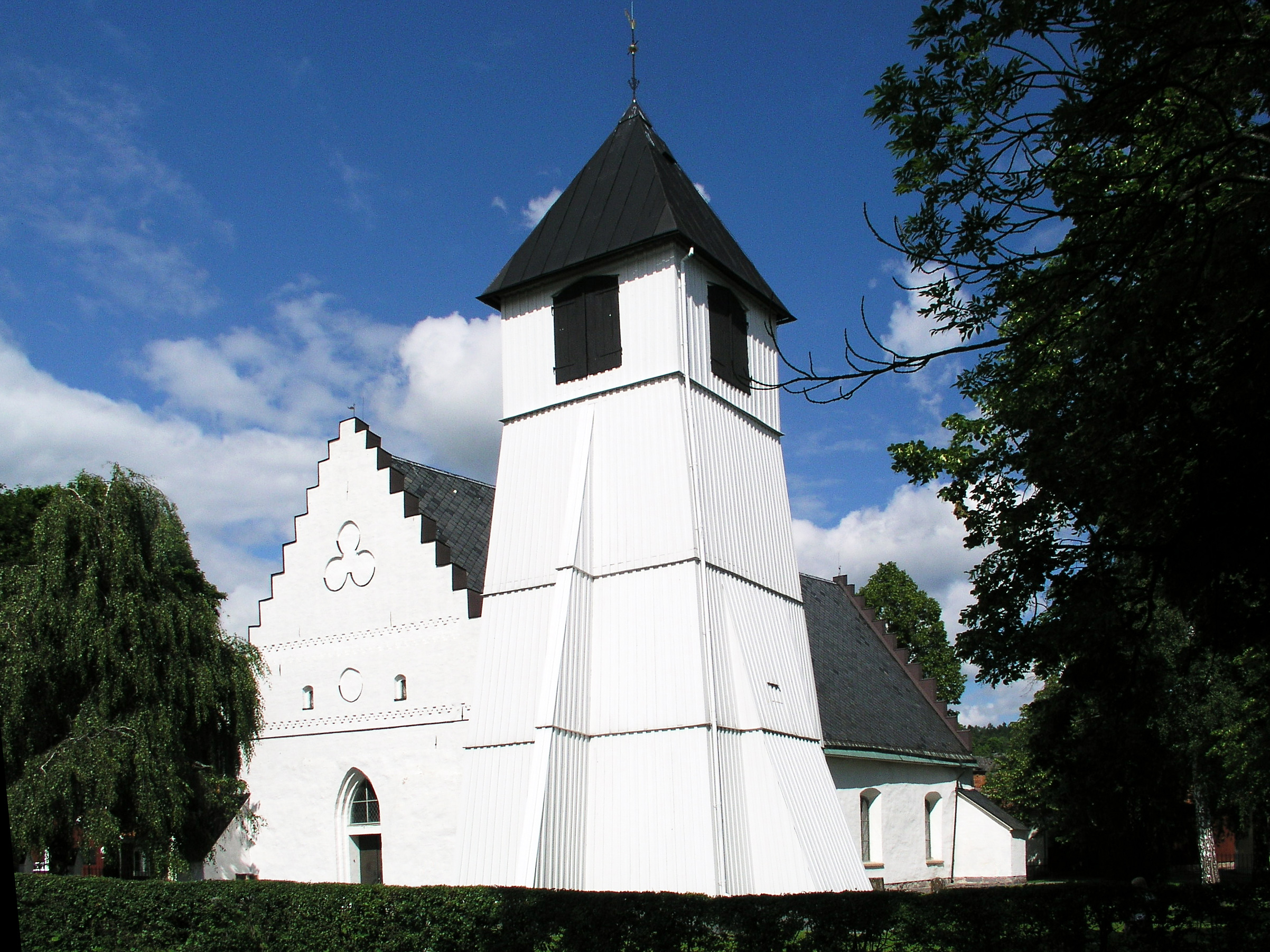
Drothems kyrka

Hammarkinds härad var ett härad i östra Östergötland. Häradet omfattade delar av nuvarande Söderköpings och Valdemarsviks kommuner. Den totala arealen mätte 1 021 km² och befolkningen uppgick år 1928 till 17 547 invånare. Tingsställe var från 1600-talet Skönberga (Ljunga). År 1700 flyttade det till Mogata där det blev kvar till 1904 då det flyttade till Söderköping.
Stegeborgs skärgårds härad (tingslag) hade i mitten av 1700-talet två tingsplatser, dels Sankt Anna vintertid, dels Reuterdalen i Gryt på sommaren. Det sistnämnda tingsstället drogs in 1852, och Sankt Anna förblev ensam tingsplats fram till 1894.

## Geografi
Hammarkinds härad var beläget i Östergötlands sydöstra kustområden och omfattade stora delar av Östgötaskärgårdens sönderskurna kuststräcka mellan havsviken Slätbaken i norr och Valdemarsviken och gränsen mot landskapet Småland i söder, samt ett stort antal mindre öar och skär utanför kusten. De inre delarna består av en bergig och sjörik skogsmark som i öster genomkorsas av de många havsvikarna, vilka tränger djupt in i landet och därefter övergår i sjörika och uppodlade dalsänkor. Skärgårdsområdet delas i norr in i Sankt Annas skärgård och i söder i Gryts skärgård. Genom häradsområdets norra del löper Göta kanals sträckning, vilken mynnar i Slätbaken öster om Söderköping. Närmast söder om kanalen ligger Hammarkinds bördigaste slättbygder med en del insprängda bergknallar, vilket utgör en ostlig utlöpare till den bördiga Östgötaslätten som sträcker sig över en stor del av landskapet. I söder höjer sig landskapet mot den småländska gränsen och i sydväst ligger sjön Yxningen, som genom Gusumsån avrinner till Slätbaken. Hammarkinds härad gränsade i nordost mot Söderköpings stad och Björkekinds härad, i norr mot Lösings och Memmings härader, i väster mot Skärkinds härad och i söder mot Norra Tjusts härad i Kalmar län.
Häradet hade en köping: Valdemarsvik, belägen cirka 54 kilometer sydost om Norrköping, vilken numera också är dess största tätort.

### Socknar
Hammarkinds härad omfattade följande nio socknar.
I nuvarande Söderköpings kommun:
- Börrum
- Drothem (före 1888 även del i Björkekinds härad)
- Mogata
- Sankt Anna
- Skällvik
- Skönberga
- Västra Husby (mellan 1857 och 1887 med en del i Lösings härad)

I nuvarande Valdemarsviks kommun:
- Gryt
- Ringarum

samt
- Valdemarsviks köping

## Historia
Landskapet Östergötland har varit befolkat sedan urminnes tider och dess invånare omtalas för första gången under folkvandringstiden. Redan tidigt utgjorde landskapet en av de tre centralbygder som under medeltiden skulle komma att forma konungariket Sverige. Slättbygderna i landskapets centrala delar genomkorsades under stenåldern av en fjärd som förband sjön Vättern med havet, och vartefter landet höjdes bildades den bördiga Östgötaslätten på vilken delar av Hammarkinds härad var beläget. Namnet Hammarkind skrevs år 1332 som Hamarkinda och har ett efterled -kind som är vanligt bland häradsnamnen i Östergötland och kommer av ett fornnordiskt ord för släkt eller ätt. Förledet Hamar- innehåller eller sammanhänger med ordet hammar i betydelsen "stenig backe" eller dylikt.
I häradets nordvästra delar återfinns delar av ett system av fornborgar, vilka kan dateras till omkring 800 e.Kr. Systemet bildar en 3,5 kilometer lång försvarsvall genom Västra Husby socken som går under namnet Götavirke, och tros ha försvarat den inre delen av Östergötland från anfall från kusten. Hammarkinds härads ursprungliga tingsplats var belägen vid Ljunga nära Skönberga kyrka, som uppfördes i slutet av 1100-talet. Platsen passerades av den ursprungliga sträckningen av den medeltida ridvägen Eriksgatan, under den tid denna passerade Söderköping. I havsbandet utanför passerade under medeltiden också Kung Valdemars segelled som längs den svenska och finska kusten förband Danmark med Estland. Det vidsträckta häradet fick med tiden två tingsplatser: en vid Mogata kyrka som uppfördes under 1200-talets början, och en vid Sankt Annas kyrka som ursprungligen var ett kapell från 1300-talet. 
Söderköpings stad uppstod ursprungligen i gränslandet mellan Hammarkinds, Björkekinds och Lösings härader. Under folkvandringstiden fanns det på Borgberget strax norr om staden en fornborg kallad Ramundersborg. Borgen som är den största på det svenska fastlandet kan eventuellt ha använts som en tillflyktsort under orostider, men kan även ha haft en fast befolkning och i närheten ligger flera gravrösen som anses vara omkring tusen år äldre än själva borgen. Söderköping växte under tidig medeltid till att bli en av landets viktigaste hamnstäder och var med tidens mått en riktig storstad. Här har flera viktiga herremöten, riksdagar och kröningar ägt rum och staden utgjorde tillsammans med Visby och Kalmar ett nav för östersjöhandeln. När den var som störst hade den flera kyrkor, kloster, kungsgård och mynthus. Drothems kyrka var ursprungligen en del av stadens klosteranläggning. I takt med att hamnen grundades upp och staden Norrköping anlagts längre norrut kom Söderköping att tappa betydelse och kom inte att återhämta sig förrän Göta kanal anlades under 1800-talet. Då kom staden dessutom att utvecklas som brunnsort.
På en ö vid Slätbakens södra strand öster om Söderköping uppfördes under slutet av 1100-talet grunderna till det som kom att bli Stegeborgs slott. På platsen inte långt från Skällviks kyrka där Eriksgatan passerade över Slätbaken fanns ursprungligen en kungsgård som kompletterades med en kastal till skydd för Söderköpings hamninlopp, som sedermera kom att byggas ut till en fullvärdig borganläggning under 1300- och 1400-talen. Under 1500- och 1600-talen byggdes borgen om till ett av landets främsta renässansslott, och år 1622 förlänades slottet till kung Gustav II Adolfs svåger Johan Kasimir av Pfalz-Zweibrücken som gavs titeln Hertig av Stegeborg. Efter dennes död övergick titeln och egendomen till dennes son som sedermera kom att bli kung Karl X Gustav. Slottet övertogs därefter av dennes bror Adolf Johan som bodde här fram till sin död år 1689 och kom att bli den siste slottsherren. Under 1700-talets första decennier förföll slottet, och sedan Norrköping anfallits och bränts av ryssarna år 1719 kom slottet år 1731 att rivas och återanvändas vid återuppbyggnaden av staden. I det närliggande Tjusts härad fanns dessutom Fågelvik vid Valdemarsviken som ursprungligen var en borg uppförd under 1300-talet som bl.a. tillhörde kung Karl Knutsson (Bonde). Borgen kom dock att förstöras under Dackefejden och den nuvarande herrgården härrör från 1770-talet. Norr om denna inte långt från Sankt Anna kyrka ligger Torönsborg vars huvudbyggnad uppfördes under mitten av 1700-talet, men vars ägor också de tillhört Karl Knutsson (Bonde).
I häradets södra del ligger orten Gusum där ett järnbruk anlades år 1652. Malmen hämtades bl.a. från gruvorna i närbelägna Nartorp. Gusums bruk utökades sedan med ett stycke- och mässingsbruk, vilka dock förföll redan under 1600-talet. Bruksverksamheten utökades dock med flera manufakturer för bland annat  blixtlåstillverkning, vilka var i drift ända fram till dess att bruket gick i konkurs år 1988. Häradets enda köping Valdemarsvik växte fram kring ett lädergarveri som till 1960-talet var Sveriges största. Orten uppstod ursprungligen som utskeppningshamn för trä- och tjärprodukter från bruken i Gusum och Borkhult, och fick under 1600-talet privilegier som marknadsplats under såväl Söderköping som Västervik. Valdemarsvik delades vid denna tid av gränsen mellan Östergötland och Småland men fördes till det tidigare år 1914 då den också fick köpingsrättigheter.

### Kommuner
I samband med 1862 års kommunalförordningar delades häradet in i landskommuner, vilka år 1952 inkorporerades i storkommuner. Drothems och Skönberga kommuner kom då att föras till Söderköpings stad. Övriga fördes till Aspvedens och Stegeborgs landskommuner vilka år 1971 respektive 1974 inkorporerades i Söderköpings kommun, samt Gryts och Ringarums landskommuner vilka år 1971 lades samman med Valdemarsviks köping till Valdemarsviks kommun.

## Län, fögderier, tingslag, domsagor och tingsrätter
Socknarna ingick i Östergötlands län. Församlingarna tillhör(de) Linköpings stift.
Häradets socknar hörde till följande fögderier:
- 1720-1917 Hammarkinds och Skärkinds fögderi
- 1918-1990 Norrköpings fögderi.

Häradets socknar tillhörde följande tingslag, domsagor och tingsrätter:
- 1680-1894 Hammarkinds tingslag och
Stegeborgs skärgårds tingslag för delar av Gryts, Börrums och Sankt Annas socknar (eventuellt hela Sant Annas socken) i
  - 1680-1794 Lösings, Björkekind, Östkinds och Hammarkinds häraders domsaga (mellan 1780 och 1790 delad)
  - 1795-1852 Hammarkinds och Stegeborgs skärgårds häraders domsaga
  - 1853-1894 Hammarkinds, Stegeborgs och Skärkinds domsaga
- 1895-1903 Hammarkinds härad och Stegeborgs skärgårds tingslag i Hammarkinds, Stegeborgs och Skärkinds domsaga
- 1903-1970 Hammarkind och Skärkinds tingslag i Hammarkinds, Stegeborgs och Skärkinds domsaga

- 1971- Norrköpings tingsrätt och domsaga

## Häradshövdingar
| Ämbetstid | Namn                                   | Levnadstid |
| --------- | -------------------------------------- | ---------- |
| 1371–1391 | Jon Nilsson (stjärna)                  |            |
| 1410      | Esbjörn Kristiernsson Djäkn            |            |
| 1413–1417 | Gert Jonsson (stjärna)                 |            |
| 1431–1467 | Birger Nilsson (Sparre av Fyllingarum) |            |
| 1474–1476 | Bengt Spak                             |            |
| 1478–1501 | Jöns Mutare                            |            |
| 1511–1519 | Henrik Erlandsson (Bååt)               |            |
| 1528–1530 | Lars Birgersson                        |            |
| 1530–1532 | Anders Simonsson                       |            |
| 1553–1554 | Ulf Henriksson (Snakenborg)            |            |
| 1566      | Christoffer Olsson                     |            |
| 1568      | Harald Stålhandske                     |            |
| 1573      | Sigfrid Preston                        |            |
| 1578–1591 | Morits Birgersson (Grip)               |            |
| 1593–1608 | Wollmar Yxkull                         | –1627      |
| 1609      | Erik Jöransson (Ulfsparre)             |            |
| 1643–1652 | Anders Gyldenklou                      | 1602–1665  |